# José Nunes da Ponte
José Nunes da Ponte (Ribeira Grande, Conceição, 20 de maio de 1848 — Porto, Foz do Douro, 5 de setembro de 1924) foi um médico, político, filantropo e poeta português.

## Família
Filho de Damião António Nunes da Mata, natural da Ilha da Madeira, e de sua mulher Florinda Inocência da Ponte.

## Biografia
Bacharel em Medicina pela Faculdade de Medicina da Universidade de Coimbra, em 1879, domiciliou-se no Porto, cidade onde exerceu Medicina. Membro do Partido Republicano Português e depois do Partido Unionista, desempenhou papel de vulto na divulgação dos ideais republicanos na cidade do Porto até à Revolução de 1910. Ocupou diversos cargos durante a Primeira República Portuguesa, entre os quais o de primeiro governador civil republicano do Distrito do Porto (1910), Presidente da Câmara Municipal do Porto interino de 14 de Dezembro de 1907 a 14 de Maio de 1908 e efectivo de 13 de Outubro de 1910 a 12 de Janeiro de 1911, Provedor da Santa Casa da Misericórdia do Porto, deputado da Nação e presidente da Câmara dos Deputados e 67.º Ministro das Obras Públicas e Ministro do Fomento durante o 9.º Governo Republicano de Pimenta de Castro (28 de Janeiro a 14 de Maio de 1915), etc. Foi também poeta de mérito.

## Casamento e descendência
Casou com Maria Emília Monteiro Soares de Albergaria (Coimbra, 6 de Janeiro de 1850 - Porto, Foz do Douro, 1 de Maio de 1909), filha de Luís Monteiro Soares de Albergaria, Capitão-Mor de Midões, Fidalgo da Casa Real e Comendador da Ordem de Nossa Senhora da Conceição de Vila Viçosa, e de sua mulher (1839) Ludovina Amélia da Silva Carvalho, irmã do 1.º Visconde de Silva Carvalho e filha de José da Silva Carvalho, com geração. Foram pais de Luís Monteiro Soares de Albergaria Nunes da Ponte.